# Pavel Veleman
Pavel Veleman (* 23. dubna 1974) je bývalý český fotbalista.

## Fotbalová kariéra
V české lize hrál za FC Union Cheb. Nastoupil ve 2 ligových utkáních. Ve druhé lize nastoupil za Baník Most v sezóně 1997/98 ve 9 utkáních a dal 1 gól.

## Ligová bilance
| Ročník                          | Zápasy | Góly | Klub          |
| ------------------------------- | ------ | ---- | ------------- |
| 1. česká fotbalová liga 1994/95 | 1      | 0    | FC Union Cheb |
| 1. česká fotbalová liga 1995/96 | 1      | 0    | FC Union Cheb |
| 2. česká fotbalová liga 1997/98 | 9      | 1    | FC MUS Most   |
| CELKEM 1. LIGA                  | 1      | 0    |               |